# 16-й отдельный гвардейский разведывательный артиллерийский дивизион
16-й отдельный гвардейский разведывательный артиллерийский дивизион Резерва Главного Командования — воинское формирование Вооружённых Сил СССР, принимавшее участие в Великой Отечественной войне.
Сокращённое наименование — 16-й огв.радн РГК.

## История
Сформирован на базе разведывательных артиллерийских батарей 8-го кпап и 1216-го кгап  и направлен на формирование   61-й гв. кабр 37-го гв. СК 9-й гв. армии в январе 1945 года.
В действующей армии с 28.02.1945 по 11.05.1945.
В ходе Великой Отечественной войны вёл артиллерийскую разведку в интересах 61-й гв. кабр 37-го гв. СК 2-го Украинского и 3-го Украинского фронтов.

## Состав
Дивизион сформирован по штату № 08/614
- Штаб
- Хозяйственная часть
- 1-я батарея звуковой разведки (1-я БЗР)
- 2-я батарея звуковой разведки (2-я БЗР)
- батарея топогеодезической разведки (БТР)
- взвод оптической разведки (ВЗОР)
- измерительно-пристрелочный взвод (ИПВ)
- фотограмметрический взвод (ФГВ)

## Подчинение
| Дата                | Фронт                | Армия         | Корпус      | Дивизия | Бригада       | Примечания |
| ------------------- | -------------------- | ------------- | ----------- | ------- | ------------- | ---------- |
| 28.02.45 -9.03.45г. | 2-й Украинский фронт | 9-я гв. армия | 37-й гв. СК | -       | 61-я гв. кабр | -          |
| 9.03.45 -5.05.45г   | 3-й Украинский фронт | 9-я гв. армия | 37-й гв. СК | -       | 61-я гв. кабр | -          |
| 5.05.45-11.05. 45г. | 2-й Украинский фронт | 9-я гв. армия | 37-й гв. СК | -       | 61-я гв. кабр | -          |

## Командование дивизиона
Командир дивизиона
- гв. майор Тащилин Иван Федотович

Начальник штаба дивизиона
- гв. ст. лейтенант Гришин Николай Алексеевич
- гв. капитан Спиркин Иван Васильевич

Заместитель командира дивизиона по политической части
- гв. майор Новиков Иван Тимофеевич

Помощник начальника штаба дивизиона
- гв. лейтенант Бражников Владимир Андреевич
- гв. лейтенант Кацап Наум Самсонович

Помощник командира дивизиона по снабжению
- гв. капитан Подвязников Пётр Петрович

## Командиры подразделений дивизиона
Командир 1-й БЗР
- гв. ст. лейтенант Цимбаленко Филипп Потапович

Командир 2-й БЗР
- гв. капитан Лившиц Лазарь Израилевич

Командир БТР
- гв. ст. лейтенант Перелыгин Иван Васильевич

Командир ВЗОР
Командир ИПВ
- гв. лейтенант Береснев Михаил Иосифович

Командир ФГВ
- гв. мл. лейтенант Борыгин Венедикт Иванович

## Награды и почётные наименования
| Награды и наименования        | дата           | за что получена  |
| ----------------------------- | -------------- | ---------------- |
| Почётное звание «Гвардейский» | январь 1945 г. | При формировании |